# Crkva Uzvišenja Sv. Križa u Klopču
Crkva Uzvišenja Sv. Križa je župna rimokatolička crkva zeničke župe sv. Uzvišenja Sv. Križa. Nalazi se u naselju Klopču. Vodili su je dominikanci.
Župa je osnovana 1975. godine. 1989. godine napokon je počela gradnja. Izliveni su temelji i ploče, no uskoro je izbio rat i gradnja je morala stati. Dovršena je tek poslije rata. 15. rujna 2007. blagoslovio ju je vrhbosanski nadbiskup, kardinal Vinko Puljić.

## Vanjske poveznice
- KTA ZENIČKA ŽUPA KLOPČE PROSLAVILA PATRON, 16. rujna 2018.